# آلفونس کار
آلفونس کار (انگلیسی: Jean-Baptiste Alphonse Karr; زادهٔ ۲۴ نوامبر ۱۸۰۸ –درگذشتهٔ ۲۹ سپتامبر ۱۸۹۰) روزنامه‌نگار، نویسنده، رمان‌نویس و منتقد اهل فرانسه بود. اولین رمان او زیر درختان زیزفون (۱۸۳۲) بود. او در ۱۸۳۹ به سردبیری فیگارو منصوب شد و در همان سال ماهنامهٔ طنز له گِپ (زنبورها) را راه‌اندازی کرد. رمان ژُنوِیِو (۱۸۳۸) و سفری به دور باغ من (۱۸۴۵) از جمله آثار مشهور او است. از دیگر آثار او می‌توان به کوتاه‌ترین راه (۱۸۳۶)، که دنبالهٔ زندگی‌نامهٔ خودنوشتش به قلم خود اوست؛ خرخون (۱۸۵۰) که بر اصلاحات آموزشی تأثیرگذار بود؛ و خاطراتش به‌نام کتاب حاشیه (۱۸۷۹–۱۸۸۰) اشاره کرد.
وی همچنین برندهٔ جوایزی همچون لژیون دونور (شوالیه) شده‌است.